# Ysaora Thibus
Ysaora Jennifer Thibus, née le 22 août 1991 aux Abymes en Guadeloupe, est une escrimeuse française pratiquant le fleuret. Elle devient championne du monde de fleuret au Caire en 2022.

## Biographie

### Formation
Ysaora Thibus étudie à l'École supérieure de commerce de Paris (ESCP Europe). En 2013, elle reçoit le prix Bernard Destremau de l'Académie des sciences morales et politiques, qui récompense un sportif de haut niveau conciliant la compétition et des études supérieures.

### Carrière sportive
Thibus participe pour la première fois aux Jeux Olympiques de Londres en 2012. En 2016, après avoir décroché une première médaille de bronze par équipe aux mondiaux de Rio en avril, elle participe aux Jeux Olympiques de Rio. Thibus a financé une partie de sa préparation pour les Jeux Olympiques de Rio 2016 grâce à une campagne de financement participatif lancée, en partenariat avec Powerade, sur la plateforme de crowdfunding sportif Sponsorise.me. Après ces Jeux où Thibus rencontre son compagnon Race Imboden, elle choisit de s'entraîner aux États-Unis en sa compagnie.
Elle monte sur son premier podium mondial en individuel en 2017 à Leipzig avec une troisième place, puis en 2018 à Wuxi où elle perd 12-15 en finale face à Alice Volpi.
En 2021, elle obtient aux Jeux olympiques d'été de Tokyo la médaille d'argent en fleuret par équipes avec Anita Blaze, Astrid Guyart et Pauline Ranvier, s'inclinant en finale contre l'équipe russe. Battue dès le deuxième tour en individuel, elle se dit « épuisée psychologiquement » après la compétition olympique et cesse tout entraînement pendant quatre mois.
Fin 2022, après une saison de Coupe du monde sans podium, Ysaora Thibus obtient une médaille de bronze aux championnats d'Europe avec pour meilleure performance une victoire serrée contre Julia Walczyk (15-14), avant de s'incliner contre Arianna Errigo en demi-finale (11-15). Aux championnats du monde, Thibus, qui a reculé au classement mondial, est tête de série n°10. Si sa partie de tableau s'ouvre grâce aux éliminations prématurées des têtes de série no 2 et no 3, Alice Volpi et Eleanor Harvey, elle doit toutefois écarter consécutivement Jessica Guo (no 7, 15-8) et Sera Azuma (no 15, 15-11) pour accéder aux demi-finales où elle se défait avec autorité de la tombeuse de Harvey et surprise du tournoi, la 136e mondiale Maria Boldor (15-4). En finale, elle retrouve l'Italienne Arianna Errigo qui mène alors 10 victoires à 4 dans leurs confrontations en carrière. Loin de subir la pression lors de cette seconde finale mondiale en carrière, Thibus réalise une performance tout en maîtrise, prenant le commandement au score dès les premières touches et accroissant progressivement son avance jusqu'au score final de 15 touches à 10. Grâce à ce titre, Thibus devient seulement la troisième fleurettiste française championne du monde, 51 ans après Marie-Chantal Demaille en 1971 et 72 ans après Renée Garilhe en 1950. Elle est aussi médaillée de bronze par équipes.
Lors des jeux de Paris 2024, elle est sélectionnée pour jouer pour l'équipe de France, à la suite de son innocentation. Elle passa à côté de la compétition et se fit sortir des le premier tour de la compétition individuelle. Lors de la compétition par équipe, l'équipe de France finit a la 4e place, après une élimination précoce en quart de finale. 

### Suspicion de dopage
Début 2024, elle est suspendue pour dopage à l'ostarine (en) qui agit au niveau de certains récepteurs qui vont augmenter la masse musculaire, mais n'est pas tout à fait comparable à de la testostérone. L'athlète conteste sa suspension et avance qu'elle aurait été involontairement contaminée par son compagnon, l'escrimeur Race Imboden, par le truchement de « fluides corporels ».  Elle est finalement innocentée en mai 2024 par une décision du tribunal disciplinaire antidopage de la Fédération internationale d'escrime. Jean-Claude Alvarez, professeur en toxicologie à l’hôpital de Garches, qui a assuré la défense de l’escrimeuse a répliqué le déroulement de la contamination accidentelle et a publié les résultats dans un article scientifique,. En juillet 2024, l'Agence mondiale antidopage fait appel de cette décision et demande au Tribunal arbitral du sport une suspension de quatre ans.

## Palmarès
- Escrime aux Jeux olympiques
  -  Médaille d'argent par équipes aux Jeux olympiques d'été de 2020 à Tokyo

- Championnats du monde
  -  Médaille d'or en individuel aux championnats du monde 2022 au Caire
  -  Médaille d'argent par équipes aux championnats du monde 2013 à Budapest
  -  Médaille d'argent en individuel aux championnats du monde 2018 à Wuxi
  -  Médaille de bronze par équipes aux championnats du monde 2014 à Kazan
  -  Médaille de bronze par équipes aux championnats du monde 2015 à Moscou
  -  Médaille de bronze par équipes aux championnats du monde 2016 à Rio de Janeiro
  -  Médaille de bronze en individuel aux championnats du monde 2017 à Leipzig
  -  Médaille de bronze par équipes aux championnats du monde 2018 à Wuxi
  -  Médaille de bronze par équipes aux championnats du monde 2022 au Caire

- Championnats d'Europe
  -  Médaille d'argent par équipes aux championnats d'Europe 2012 à Legnano
  -  Médaille d'argent par équipes aux championnats d'Europe 2013 à Zagreb
  -  Médaille d'argent par équipes aux championnats d'Europe 2019 à Düsseldorf
  -  Médaille d'argent par équipes en 2023 à Cracovie (dans le cadre des Jeux européens de 2023)
  -  Médaille de bronze en individuel aux championnats d'Europe 2013 à Zagreb
  -  Médaille de bronze par équipes aux championnats d'Europe 2014 à Strasbourg
  -  Médaille de bronze par équipes aux championnats d'Europe 2015 à Montreux
  -  Médaille de bronze par équipes aux championnats d'Europe 2016 à Toruń
  -  Médaille de bronze en individuel aux championnats d'Europe 2017 à Tbilissi
  -  Médaille de bronze par équipes aux championnats d'Europe 2018 à Novi Sad
  -  Médaille de bronze en individuel aux championnats d'Europe 2019 à Düsseldorf

- Championnats de France
  -  Médaille d'or en individuel aux championnats de France 2011 à Valence
  -  Médaille d'or en individuel aux championnats de France 2013 à Antony
  -  Médaille d'or en individuel aux championnats de France 2014 à Muret
  -  Médaille d'or par équipes aux championnats de France 2014 à Muret
  -  Médaille d'or en individuel aux championnats de France 2015 à Marseille
  -  Médaille d'or par équipes aux championnats de France 2015 à Marseille
  -  Médaille d'or en individuel aux championnats de France 2016 à Bourg-la-Reine
  -  Médaille d'or par équipes aux championnats de France 2016 à Bourg-la-Reine
  -  Médaille d'or en individuel aux championnats de France 2017 à Nantes
  -  Médaille d'or par équipes aux championnats de France 2017 à Nantes
  -  Médaille d'or en individuel aux championnats de France 2018 à Strasbourg
  -  Médaille d'or par équipes aux championnats de France 2018 à Strasbourg
  -  Médaille d'or en individuel aux championnats de France 2019 à Nantes
  -  Médaille d'or par équipes aux championnats de France 2019 à Nantes

- Coupe du monde
  -  Médaille d'or en individuel dans des épreuves de coupe du monde : Cancun 2015 ; Alger 2017 ; Turin 2020
  -  Médaille d'argent en individuel dans des épreuves de coupe du monde : Budapest 2013 ; Saint-Pétersbourg 2013 ; Shanghai 2014, 2016 et 2017 ; Gdansk 2015 ; La Havane 2015 ; Saint-Maur 2019 ; Tauberbischofsheim 2019 ; Le Caire 2019 ; Katowice 2020 ; Doha 2021

- Jeux européens
  -  Médaille d'argent au fleuret par équipes en 2023 à Cracovie

## Décorations
- Chevalier de l'ordre national du Mérite le 8 septembre 2021[19]